# In tre sul Lucky Lady
In tre sul Lucky Lady (Lucky Lady) è un film statunitense del 1975 diretto da Stanley Donen.

## Trama
Anni trenta, durante il proibizionismo. Una cantante e i suoi due amanti decidono di arricchirsi trasportando alcol con un battello di loro proprietà. Gli affari prosperano e suscitano le gelosie di un capo della malavita.